# 1419
Il 1419 (MCDXIX in numeri romani) è un anno  del XV secolo.

## Eventi
- I Portoghesi scoprono l'Arcipelago di Madera.
- Filippo Brunelleschi progetta la Loggia dello Spedale a Firenze.
- Jacopo della Quercia termina a Siena i lavori della Fonte Gaia in Piazza del Campo.
- Jacopino da Tradate scolpisce la statua di Martino V conservata nel Duomo di Milano.
- Stoccolma diventa capitale della Svezia.
- Filippo III il Buono subentra a Giovanni di Borgogna, assassinato a Parigi.
- 29 luglio - Inizia l'Assedio di Rouen da parte degli Inglesi.
- 19 agosto - Prima pietra dello Spedale degli Innocenti a Firenze, fra i primi edifici rinascimentali mai costruiti.

## Nati
- 16 febbraio - Giovanni I di Kleve, duca († 1481)
- 21 febbraio - Giovanni Emo, ambasciatore, diplomatico e militare italiano († 1483)
- 2 marzo - Lucia d'Este, nobildonna italiana († 1437)
- 7 marzo - Matilde del Palatinato, nobile e mecenate tedesca († 1482)
- 24 marzo - Ginevra d'Este, nobildonna († 1440)
- 3 giugno - Agostino Barbarigo, doge († 1501)
- 10 luglio - Go-Hanazono, imperatore giapponese († 1471)
- 7 settembre - Isabella Paleologa, nobile († 1475)
- 24 settembre - Anna di Cipro, nobile († 1462)
- 30 settembre - Simone Beccadelli di Bologna, arcivescovo cattolico e politico italiano († 1465)
- 7 ottobre - Niccolò Forteguerri, cardinale e vescovo cattolico italiano († 1473)
- Braccio Baglioni, condottiero italiano († 1479)
- Filippo Borromeo, nobile, politico e banchiere italiano († 1469)
- Pier Filippo Corneo, giurista e ambasciatore italiano († 1492)
- Giovanni de' Rossi, vescovo cattolico italiano († 1493)
- Giovanni Garzoni, medico, storico e umanista italiano († 1505)
- Juan Pacheco, nobile e politico spagnolo († 1474)
- Baldassarre Ravaschieri, presbitero italiano († 1492)
- Vannetta Toschi, nobile italiana († 1475)
- Elisabetta di Baviera-Landshut, duchessa († 1451)

## Morti
- 10 febbraio - Ulrich Ensingen, architetto tedesco (n. 1359)
- 5 aprile - Vincenzo Ferreri, presbitero e santo spagnolo (n. 1350)
- 7 aprile - Joan FitzAlan, nobile britannica (n. 1347)
- 10 giugno - Giovanni Dominici, cardinale, arcivescovo cattolico e scrittore italiano
- 11 giugno - Rodolfo III di Sassonia-Wittenberg, duca (n. 1373)
- 28 giugno - Amedeo di Saluzzo, cardinale italiano
- 2 luglio - Eberardo IV di Württemberg, conte tedesco (n. 1388)
- 11 luglio - Stella de' Tolomei, nobildonna italiana
- 16 agosto - Venceslao di Lussemburgo, sovrano (n. 1361)
- 20 agosto - Giorgio di Liechtenstein, vescovo cattolico austriaco
- 10 settembre - Giovanni di Borgogna, nobile (n. 1371)
- 15 ottobre - Jeongjong di Joseon, re coreano (n. 1357)
- 22 dicembre - Antipapa Giovanni XXIII, cardinale, vescovo cattolico e mercante italiano
- Grigorij Camblak, scrittore e religioso bulgaro (n. 1364)
- Andreasio Cavalcabò, politico italiano
- Marguerite de Thibouville, nobildonna francese (n. 1362)
- Dervish Khan, condottiero mongolo
- Edigu, condottiero mongolo (n. 1352)
- Ulrico V di Hanau, nobile tedesco (n. 1368)
- Kadirberdi, condottiero mongolo
- Pietro Nelli, pittore italiano
- Antonio Pardini, scultore e architetto italiano
- Jan Ptáček di Pirkštejn, nobile e politico boemo (n. 1388)
- Signorino de Amadeo, giurista italiano (n. 1350)
- Filippa della Tavola, italiana (n. 1395)
- Tsongkhapa, monaco buddhista tibetano (n. 1357)
- Ruggero di Moncada, nobile, politico e militare spagnolo

## Calendario
| Calendario 1419 | Calendario 1419 | Calendario 1419 | Calendario 1419 | Calendario 1419 | Calendario 1419 | Calendario 1419 | Calendario 1419 | Calendario 1419 | Calendario 1419 | Calendario 1419 | Calendario 1419 | Calendario 1419 | Calendario 1419 | Calendario 1419 | Calendario 1419 | Calendario 1419 | Calendario 1419 | Calendario 1419 | Calendario 1419 | Calendario 1419 | Calendario 1419 | Calendario 1419 | Calendario 1419 | Calendario 1419 | Calendario 1419 | Calendario 1419 | Calendario 1419 | Calendario 1419 | Calendario 1419 | Calendario 1419 | Calendario 1419 | Calendario 1419 |
| --------------- | --------------- | --------------- | --------------- | --------------- | --------------- | --------------- | --------------- | --------------- | --------------- | --------------- | --------------- | --------------- | --------------- | --------------- | --------------- | --------------- | --------------- | --------------- | --------------- | --------------- | --------------- | --------------- | --------------- | --------------- | --------------- | --------------- | --------------- | --------------- | --------------- | --------------- | --------------- | --------------- |
|                 | 1               | 2               | 3               | 4               | 5               | 6               | 7               | 8               | 9               | 10              | 11              | 12              | 13              | 14              | 15              | 16              | 17              | 18              | 19              | 20              | 21              | 22              | 23              | 24              | 25              | 26              | 27              | 28              | 29              | 30              | 31              |                 |
| Gennaio         | Do              | Lu              | Ma              | Me              | Gi              | Ve              | Sa              | Do              | Lu              | Ma              | Me              | Gi              | Ve              | Sa              | Do              | Lu              | Ma              | Me              | Gi              | Ve              | Sa              | Do              | Lu              | Ma              | Me              | Gi              | Ve              | Sa              | Do              | Lu              | Ma              |                 |
| Febbraio        | Me              | Gi              | Ve              | Sa              | Do              | Lu              | Ma              | Me              | Gi              | Ve              | Sa              | Do              | Lu              | Ma              | Me              | Gi              | Ve              | Sa              | Do              | Lu              | Ma              | Me              | Gi              | Ve              | Sa              | Do              | Lu              | Ma              |                 |                 |                 |                 |
| Marzo           | Me              | Gi              | Ve              | Sa              | Do              | Lu              | Ma              | Me              | Gi              | Ve              | Sa              | Do              | Lu              | Ma              | Me              | Gi              | Ve              | Sa              | Do              | Lu              | Ma              | Me              | Gi              | Ve              | Sa              | Do              | Lu              | Ma              | Me              | Gi              | Ve              |                 |
| Aprile          | Sa              | Do              | Lu              | Ma              | Me              | Gi              | Ve              | Sa              | Do              | Lu              | Ma              | Me              | Gi              | Ve              | Sa              | Do              | Lu              | Ma              | Me              | Gi              | Ve              | Sa              | Do              | Lu              | Ma              | Me              | Gi              | Ve              | Sa              | Do              |                 |                 |
| Maggio          | Lu              | Ma              | Me              | Gi              | Ve              | Sa              | Do              | Lu              | Ma              | Me              | Gi              | Ve              | Sa              | Do              | Lu              | Ma              | Me              | Gi              | Ve              | Sa              | Do              | Lu              | Ma              | Me              | Gi              | Ve              | Sa              | Do              | Lu              | Ma              | Me              |                 |
| Giugno          | Gi              | Ve              | Sa              | Do              | Lu              | Ma              | Me              | Gi              | Ve              | Sa              | Do              | Lu              | Ma              | Me              | Gi              | Ve              | Sa              | Do              | Lu              | Ma              | Me              | Gi              | Ve              | Sa              | Do              | Lu              | Ma              | Me              | Gi              | Ve              |                 |                 |
| Luglio          | Sa              | Do              | Lu              | Ma              | Me              | Gi              | Ve              | Sa              | Do              | Lu              | Ma              | Me              | Gi              | Ve              | Sa              | Do              | Lu              | Ma              | Me              | Gi              | Ve              | Sa              | Do              | Lu              | Ma              | Me              | Gi              | Ve              | Sa              | Do              | Lu              |                 |
| Agosto          | Ma              | Me              | Gi              | Ve              | Sa              | Do              | Lu              | Ma              | Me              | Gi              | Ve              | Sa              | Do              | Lu              | Ma              | Me              | Gi              | Ve              | Sa              | Do              | Lu              | Ma              | Me              | Gi              | Ve              | Sa              | Do              | Lu              | Ma              | Me              | Gi              |                 |
| Settembre       | Ve              | Sa              | Do              | Lu              | Ma              | Me              | Gi              | Ve              | Sa              | Do              | Lu              | Ma              | Me              | Gi              | Ve              | Sa              | Do              | Lu              | Ma              | Me              | Gi              | Ve              | Sa              | Do              | Lu              | Ma              | Me              | Gi              | Ve              | Sa              |                 |                 |
| Ottobre         | Do              | Lu              | Ma              | Me              | Gi              | Ve              | Sa              | Do              | Lu              | Ma              | Me              | Gi              | Ve              | Sa              | Do              | Lu              | Ma              | Me              | Gi              | Ve              | Sa              | Do              | Lu              | Ma              | Me              | Gi              | Ve              | Sa              | Do              | Lu              | Ma              |                 |
| Novembre        | Me              | Gi              | Ve              | Sa              | Do              | Lu              | Ma              | Me              | Gi              | Ve              | Sa              | Do              | Lu              | Ma              | Me              | Gi              | Ve              | Sa              | Do              | Lu              | Ma              | Me              | Gi              | Ve              | Sa              | Do              | Lu              | Ma              | Me              | Gi              |                 |                 |
| Dicembre        | Ve              | Sa              | Do              | Lu              | Ma              | Me              | Gi              | Ve              | Sa              | Do              | Lu              | Ma              | Me              | Gi              | Ve              | Sa              | Do              | Lu              | Ma              | Me              | Gi              | Ve              | Sa              | Do              | Lu              | Ma              | Me              | Gi              | Ve              | Sa              | Do              |                 |